# Jornada Mundial de la Joventut del 1987
La Jornada Mundial de la Joventut del 1987, va tenir lloc l'11 i el 12 d'abril de 1987, a Buenos Aires, Argentina. Aquesta va ser la primera edició d'aquesta trobada fora de Roma.

## Cronologia de l'esdeveniment
El 8 de juny del 1986, el Papa anunciava que la segona edició internacional de la Jornada Mundial de la Joventut seria fora de la Ciutat del Vaticà; a Buenos Aires, el diumenge de Rams de 1987, confirmant així la seva presència per culminar la visita apostòlica a les Nacions del Con Sud americà: Uruguai, Xile i Argentina.
Les jornades van iniciar amb la missa d'obertura a la Basílica de Nostra Senyora de Luján, l'11 d'abril de 1987. La Vigília anterior a la missa de clausura va ser dividida en tres blocs: argentí, llatinoamericà i mundial; en cada bloc el Papa dirigia un missatge diferent. L'acte central es va realitzar davant de l'Obelisc de Buenos Aires, el diumenge 12 d'abril del 1987, sent la primera vegada que un Papa celebrava un diumenge de Rams fora de Roma.
Més de 1 milió de joves provinents de tot el món es van donar cita a l'Avinguda 9 de juliol de la capital argentina per participar de les jornades.

## La Creu
La Creu de la Jornada Mundial de la Joventut és un crucifix de fusta de 3,8 m d'alçada lliurada als joves catòlics pel Papa Joan Pau II en finalitzar l'Any Sant de 1984 amb les paraules «Porteu-la pel món com a signe de l'amor del Senyor Jesús». Per primera vegada des de la seva institució, la Creu surt de Roma per ser un dels símbols centrals de les JMJ a Buenos Aires 1987.

## Lema
El tema escollit pel Papa Joan Pau II per aquests dies és extret del quart capítol de la Primera carta de Joan, verset 16 : «I nosaltres, vam reconèixer l'amor que Déu ens té, i vam creure en ell».

## L'himne de la JMJ1987
L'Himne de la JMJ de Buenos Aires 1987, conegut popularment com «Un Nuevo Sol» (Un Nou Sol) va ser compost per Alberto Croce i Eugenio Perpetua.
| « | Una tierra que no tiene fronteras sino manos que juntas formarán una cadena más fuerte que la guerra y que la muerte. . Lo sabemos: el camino es el amor . Una patria más justa y más fraterna donde todos construyamos la unidad donde nadie es desplazado, porque todos son llamados. . Lo sabemos: el camino es el amor . Un nuevo sol se levanta sobre la nueva civilización que nace hoy. Una cadena más fuerte que el odio y que la muerte lo sabemos: el camino es el amor. . La justicia es la fuerza de la paz el amor, quien hace perdonar. La verdad, la fuerza que nos da liberación. . Lo sabemos: el camino es el amor . El que tiene comparte su riqueza y el que sabe no impone su verdad. El que manda entiende que el poder es un servicio. . Lo sabemos: el camino es el amor . El que cree contagia con su vida y el dolor se cubre con amor porque el hombre se siente solidario solidario con el mundo. . Lo sabemos: el camino es el amor | » |